# Срібний Микола Васильович
Микола Васильович Срібний (1887, м. Надвірна, Надвірнянський повіт, Станіславівський округ, Королівство Галіції та Лодомерії, Австро-Угорщина — 1963, м. Надвірна, Надвірнянський район, Івано-Франківська область, УРСР, СРСР) — доктор права, адвокат, громадський діяч Надвірнянщини, член товариства «Просвіта»;. Брат Юрія та Федора Срібних.

## Біографія
Народився м. Надвірній 1887 року у родині Василя Срібного і Магдалини Полатайко. Після закінчення української гімназії в м. Коломия у 1904 р. вступає на юридичний факультет Львівського університету. У Надвірній проводив курси у читальні «Просвіти» для малограмотної молоді.
На початку Першої світової війни вступає до лав до австрійської армії. Він навчався на офіцерських курсах, після закінчення яких скерували на італійський фронт. За взірцеву службуйому надали відпустку і він приїхав до Відня. Після закінчення війни в Європі навчався у Віденському університеті.У 1922 р. відкрив адвокатську контору у м. Надвірна, а пізніше — у Бурштині, яка проіснувала до 1935 року. У його адвокатській конторі стажувався брат Юрій. Допомагав галичанам у справах землекористування і повернення боргів із невиплаченої заробітної плати, про що свідчить «Справа захисту особи за позовом про виплату заробітної плати».
У 1935 р. почав жити разом у будинку батька зі своїм братом Стефаном у Надвірній. Під час першої радянської окупації Надвірної у вересні 1939 р. майно і господарство братів Стефана і Миколи пограбували.
Помер у 1963 році і похований на старому цвинтарі міста Надвірна на вул. Соборній.
22 січня 2020 р. на фасаді будинку «Просвіта» у Надвірній урочисто відкрили меморіальну дошку Федору, Миколі та Юрію Срібним.

## Подорожі
Після закінчення Коломийської гімназії перед вступом до Львівського університету Микола Срібний вирішив побачити країни світу. Задумав поїхати до Владивостока у Росії і звідти кораблем переплисти через Тихий океан до США навесні 1904 р. Микола спочатку поїхав до Києва, а потім до Самари, де взяв квиток на транссибірський потяг до Чити у Забайкаллі, звідки до Владивостока.
Микола зупинився на деякий час у Харбіні на «Зеленому Клині». У 1904 р. почалася війна між Росією та Японією. Окупація росіянами частини Манчжурії спричинила заворушення у Санкт-Петербурзі і за цих умов поїздка до Владивостока стала неможливою, а залишатися у Харбіні стало небезпечним. За таких обставин він вирішив відмовитися від своїх планів подорожі і повернутися до Надвірної, перш ніж росіяни могли заарештувати його.